# Liste von Persönlichkeiten der Stadt Korça
Die folgenden Listen enthalten in Korça geborene sowie zeitweise dort lebende und wirkende Persönlichkeiten chronologisch geordnet nach Geburtsjahr.
Die Liste erhebt keinen Anspruch auf Vollständigkeit.

## In Korça geborene Persönlichkeiten

### Bis 19. Jahrhundert
- Koçi Bey (17. Jahrhundert – 1650 oder 1654), osmanischer Staatsmann und Reformer albanischer Herkunft, auch bekannt als „Montesquieu der Osmanen“
- Thimi Mitko (1820–1890), Volksliedsammler
- Cilo Qorri (1870–1944), Volksmusiker
- Mihal Grameno (1871–1931), Politiker der Rilindja, Schriftsteller und Journalist
- Themistokli Gërmenji (1871–1917), Politiker der Rilindja
- Marigo Posio (1882–1932), Rilindja-Aktivistin und Frauenrechtlerin
- Kristaq Sotiri (1883–1970), Fotograf
- Ilo Mitkë Qafëzezi (1889–1964), Schulleiter, Paläograf und Koranübersetzer
- Vangjush Mio (1891–1957), Maler
- Lazar Fundo (1899–1944), Politiker

### 20. Jahrhundert
- Gjon Mili (1904–1984), Fotograf
- Medar Shtylla (1907–1963), Politiker
- Pilo Peristeri (1909–2009), Politiker
- Koço Theodhosi (1913–1977), Politiker
- Behar Shtylla (1918–1994), Politiker
- Rita Marko (1920–2018), Politiker
- Guri Madhi (1921–1988), Maler und Schauspieler
- Dhora Leka (1923–2006), Komponistin, Partisanin und politische Gefangene
- Pavllo Sholla (* 1923), Sänger
- Andromaqi Gjergji (1928–2015), Ethnologin
- Valentina Pistoli (1928–1993), Architektin
- Qirjako Mihali (* 1929), Politiker
- Pali Miska (1931–2008), Politiker
- Servet Pëllumbi (* 1936), Politiker
- Iancu Ballamaci (* 1940), Sprachwissenschaftler
- Vangjel Çërrava (* 1941), Politiker
- Thoma Gaqi (* 1948), Komponist und Hochschullehrer
- Natasha Lako (* 1948), Dichterin, Schriftstellerin und Drehbuchautorin
- Nure Novruz-Lulushi (1954–1990), Klarinettist
- Ridvan Bode (* 1959), Politiker
- Alma Qeramixhi (* 1963), Leichtathletin
- Eli Fara (* 1967), Volkssängerin
- Samir Mane (* 1967), Unternehmer
- Niko Peleshi (* 1970), Politiker
- Gena (* 1971), Volksmusiksänger
- Ermira Kola (* 1975), Volksmusiksängerin
- Bleona Qereti (* 1979), Popsängerin
- Ermal Kuqo (* 1980), Basketballspieler bei Anadolu Efes SK
- Edi Çajku (* 1982), Fußballspieler
- Anxhela Peristeri (* 1986), Sängerin
- Klajdi Haruni (* 1988), Sänger
- Ergys Kaçe (* 1993), Fußballspieler

### 21. Jahrhundert
- Jorgo Pëllumbi (* 2000), Fußballspieler

## Berühmte Einwohner von Korça
- Naum Veqilharxhi (1797–1846), Pädagoge und Pionier der Rilindja
- Gjerasim Qiriazi (1858–1894), Pädagoge, Übersetzer und protestantischer Prediger
- Parashqevi Qiriazi (1880–1970), Pädagogin
- Tefta Tashko-Koço (1910–1947), Sängerin der 1930er Jahre